# 破片試験
破片試験（はへんしけん、英：fragmentation test）とは爆弾を爆発させ、破片を回収して猛度の比較値とする方法である。
回収した破片は4種類のふるいにかけて一片の重さが0～5g、5～10g、10～50g、50～160g、160g以上の五種類に分類する。これを標準爆薬(トリニトロトルエン)の結果と比較して猛度(%)とする。小さい破片が多いほど猛度が高いと判断することが出来る。
地面に掘った穴に砂を敷き詰めた中で爆発させる方式を砂井戸方式、水中で爆発させる方式を水井戸方式と呼ぶ。